# Ben Nicholson
Ben Nicholson, all'anagrafe Benjamin Lauder Nicholson (Denham, 10 aprile 1894 – Londra, 6 febbraio 1982), è stato un pittore britannico.

## Biografia

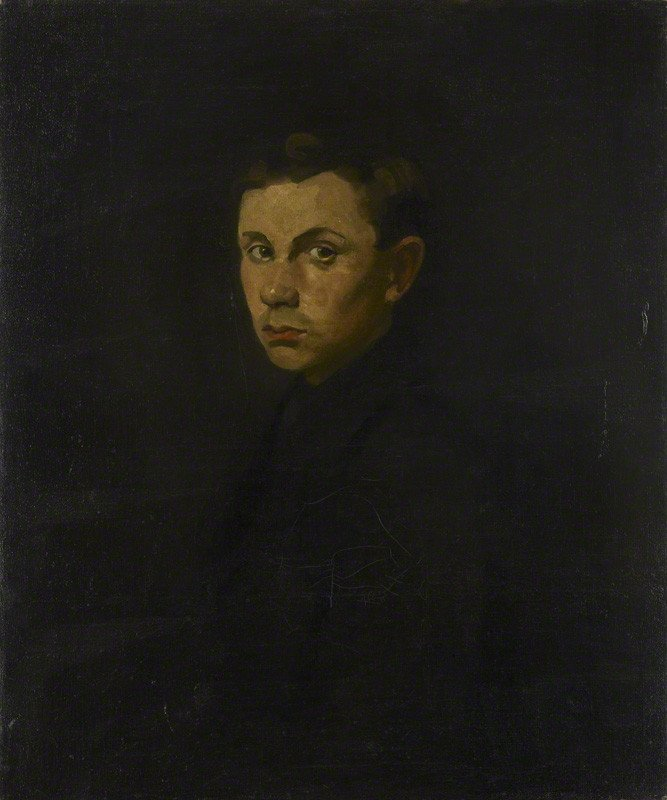
Ritratto di Ben Nicholson eseguito da Mabel Pryde, circa nel 1910-1914

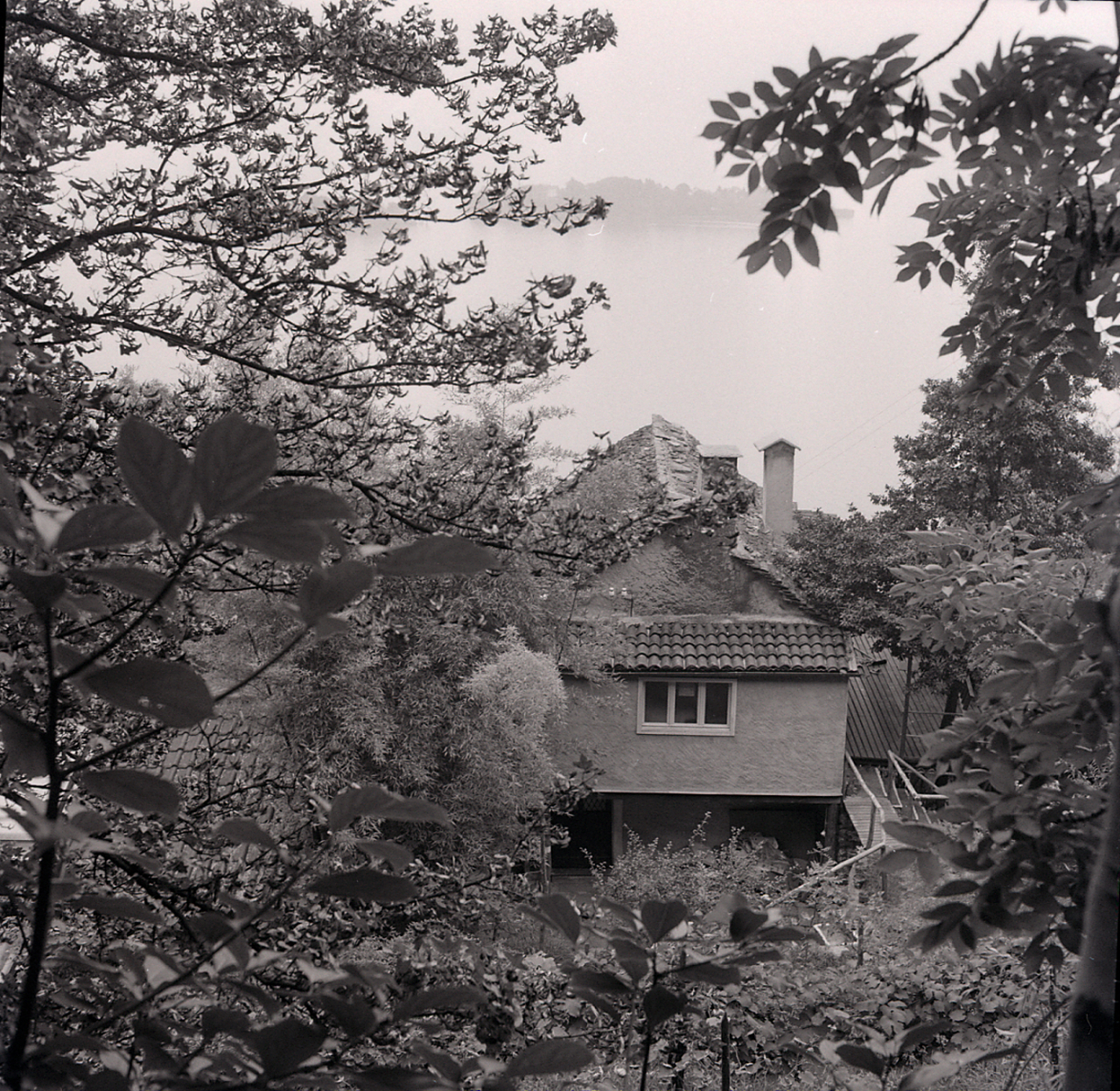
Lo studio di pittura di Ben Nicholson

Figlio del pittore William Nicholson, nasce a Denham, nel Buckinghamshire, studia in varie scuole a Londra (contemporaneamente con Paul Nash, Stanley Spencer, Mark Gertler e Edward Wadsworth), a La Tour e a Milano per recarsi infine anche a Pasadena. Rimase molto legato alle esperienze neoplastiche, imponendosi fra i pittori astratto-geometrici più importanti del suo tempo.
Nicholson si sposa per tre volte dando alla luce sei figli.

### Carriera artistica
Il suo primo lavoro lo vede nel ruolo di disegnatore di teatro producendo le immagini e i manifesti per l'opera Peter Pan di J. M. Barrie nel 1904; vengono affidati invece al padre i bozzetti della scenografia e dei costumi.
Il suo problema con l'asma gli permette di non effettuare la leva militare durante la prima guerra mondiale, offrendogli così la possibilità di viaggiare: nel 1917 infatti per un'operazione alle tonsille si deve recare negli Stati Uniti, dove resterà per circa un anno. Durante la permanenza all'estero il fratello Anthony muore in battaglia e la madre viene a mancare per un'influenza non curata.
Nel 1922 riesce ad esporre le sue opere per la prima volta a Londra, opere in cui si nota l'influenza del Cubismo e un primitivo stile derivato da Rousseau.
A Londra Nicholson incontra la scultrice Barbara Hepworth (con cui rimase sposato dal 1938 al 1951) ed Henry Moore. 
Un'influenza notevole su di lui la si deve all'incontro con Piet Mondrian, che lo indirizza verso una direzione astratta del cubismo. La sua più grande peculiarità risiede nel fatto che riesce a coniugare queste tendenze europee in uno stile personale.
Nel 1955 alla Tate Gallery di Londra riesce ad ottenere una mostra personale. 
Tre anni più tardi si trasferisce in Svizzera per via del matrimonio contratto con la moglie Felicitas Vogler; negli anni settanta dopo la separazione dalla moglie ritorna a Cambridge.
Muore a Londra nel 1982; le sue ceneri sono conservate nel cimitero di Golders Green.

## Premi
Nel 1952 riceve il Premio Pittsburg, nel 1957 il premio della Biennale di São Paulo.

## Ben Nicholson nei musei italiani
- Galleria d'arte moderna e contemporanea di Bergamo